# Harry Belafonte & Miriam Makeba
Harry Belafonte & Miriam Makeba è una raccolta di brani musicali tratti dalle numerose collaborazioni fra Miriam Makeba e Harry Belafonte dal 1965 in poi e variamente pubblicate a nome di Belafonte, di Makeba o di entrambi.

## Tracce
1. Malaika – 3:12
2. Into Yam – 2:41
3. I Do Adore Her – 2:45
4. Cameroon – 2:50
5. Goin' Down Jordan – 3:34
6. Tonados De Media Noche – 3:06
7. Don't Stop The Carnival – 5:00
8. Khawuyani-Khanyange – 3:12
9. Mr Bojangles – 4:47
10. Kwedini – 2:15
11. If I Were A Carpenter – 3:37
12. Maduna – 3:49
13. Train Song – 3:08
14. Little Bird – 4:20
15. Vamos Chamar Ovento – 3:21
16. Will His Love Be Like His Rum? – 2:32
17. Chove-Chuva – 2:31
18. Roll On Buddy – 2:47
19. Pole Mze – 2:15
20. Come Back Liza – 3:05
21. Where Can I Go? – 2:53
22. Brown Skin Girl – 2:45
23. Woza – 2:57
24. Abraham Martin and John – 3:45